# سمندرک شکم‌آتشی ژاپنی
سمندرک شکم‌آتشی ژاپنی (نام علمی: Cynops pyrrhogaster) نام یک گونه از سرده سمندرک‌های آتش‌دل است.
پوست بالای بدن آن تیره و نواحی پایینی آن قرمز روشن است، اگرچه رنگ آن با سن، ژنتیک و منطقه متفاوت است. بزرگسالان ۸ تا ۱۵ سانتی‌متر طول دارند.
این گونه در بسیاری از جزایر ژاپن از جمله هونشو، شیکوکو و کیوشو یافت می‌شود. زیستگاه آنها شامل آب‌های طبیعی و مصنوعی و همچنین جنگل‌ها و مراتع است. آنها از بهار تا اوایل تابستان تولیدمثل می‌کنند و هر دو جنس وقتی آماده جفت شدن هستند، فرومون تولید می‌کنند. تخم‌ها به‌طور جداگانه گذاشته می‌شوند و پس از حدود سه هفته جوجه ریزی می‌شوند، بین ۵ تا ۶ ماهگی از لارو به نوجوان رشد می‌کنند. نوجوانان طعمه‌های ساکن خاک را می‌خورند و بزرگسالان طیف گسترده‌ای از حشرات، نوزاد قورباغه و تخم‌های گونه‌های خود را می‌خورند.
آنها چندین سازگاری برای اجتناب از شکارچیان دارند، اگرچه استفاده از آنها بستگی به محل زندگی آنها دارد. چندین جنبه از زیست‌شناسی آنها مورد مطالعه قرار گرفته‌است، از جمله بازسازی (زیست‌شناسی)، توانایی آنها در رشد مجدد اعضای از دست رفته بدن.